# John Curtin
John Joseph Curtin (Creswick, Victoria, 8 januari 1885 - Canberra, 5 juli 1945) was een Australisch politicus. Hij was van 1941 tot 1945 de premier van Australië, tijdens de Tweede Wereldoorlog.

## Levensloop
John Curtin was de zoon van een politieagent. Op jonge leeftijd werd hij al actief binnen de Australian Labor Party. Hij schreef voor verschillende socialistische nieuwsbladen en was tot aan het begin van de Tweede Wereldoorlog een fel tegenstander van de dienstplicht. Hij zat zelf enige tijd gevangen toen hij tijdens de Eerste Wereldoorlog de oproep voor een medische keuring weigerde, hoewel hij wist dat hij vanwege zijn slechte zicht voor de militaire dienst zou worden afgekeurd.
Curtin stelde zich in 1914 voor de eerste keer kandidaat voor het parlement, maar verloor de verkiezingen. Drie jaar later verhuisde Curtin naar Perth om aan de slag te gaan als hoofdredacteur bij de vakbondskrant de Australian Worker. Als vakbondsman zette hij zich ook voor de rechten van kinderen en vrouwen in. Een tweede poging in 1925 om in het parlement gekozen te worden mislukte wederom, maar drie jaar later was het wel raak. In die tijd dronk Curtin veel, hetgeen premier James Scullin ervan weerhield Curtin in zijn regering op te nemen. De parlementsverkiezingen van 1931 verliepen dramatisch voor de Labor-partij en Curtin verloor zijn zetel.
Hij kreeg in 1934 zijn revanche en keerde terug in het parlement. Scullin trad in 1935 af als partijleider. Curtin stelde zich kandidaat om hem op te volgen en versloeg Frank Forde daarbij met een stem verschil. Hij beloofde te stoppen met drinken en hield zich aan die belofte. Bij de verkiezingen in 1937 boekte de Labor-partij nog weinig vooruitgang, een stuk beter ging het al bij parlementsverkiezingen van 1939. Bij de verkiezingen van 1940 leek het er aanvankelijk op dat Curtin zijn zetel had verloren, maar na hertelling bleek hij met een zeer klein verschil toch te zijn herkozen.
Australië was intussen in september 1939 in de Tweede Wereldoorlog betrokken geraakt. Australië verklaarde Nazi-Duitsland na de invasie van Polen in navolging van Groot-Brittannië en Frankrijk de oorlog. Curtin weigerde het aanbod van premier Robert Menzies om een oorlogskabinet te vormen omdat hij bang was dat de Labor-partij daardoor uit elkaar zou vallen. Premier Menzies reisde in 1941 naar Groot-Brittannië om de oorlogsstrategie door te nemen. Terwijl hij daar was verloor hij de steun van zijn eigen partij. Partijgenoot Arthur Fadden volgde hem op. Deze verloor binnen een paar weken de meerderheid in het parlement doordat twee onafhankelijke parlementariërs hun steun opzegden. Gouverneur-generaal Alexander Hore-Ruthven was met het oog op de internationale situatie terughoudend met het uitschrijven van nieuwe verkiezingen. Hij riep de twee onafhankelijke parlementsleden bij zich en haalde hen over om Curtin te steunen als hij hem tot premier zou benoemen. Zij konden zich daarin vinden en Curtin werd op 7 oktober 1941 premier.
Twee maanden later vond de Japanse aanval op Pearl Harbor plaats, de Amerikaanse marinebasis. Weer drie dagen later bracht Japan twee Engelse slagschepen tot zinken. Daarmee verdween een groot deel van de bescherming van Australië. In een historisch geworden nieuwjaarsspeech sprak Curtin over de Verenigde Staten als Australisch belangrijkste bondgenoot, omdat Groot-Brittannië het druk genoeg had met haar eigen verdediging. Hij kwam in conflict met de Engelse premier Winston Churchill. Deze had beloofd de Australische 6e en 7e divisie van Noord-Afrika naar Nederlands-Indië te verschepen, maar wilde hen eigenlijk in Birma inzetten. Daar ging Curtin niet mee akkoord. Bij de val van Singapore in januari 1942 kwam bijna de gehele 8e divisie in krijgsgevangenschap terecht. Vanaf februari 1942 begon Japan ook met het bombarderen van Darwin, de meest noordelijke stad op het Australische vasteland. Pas tegen het einde van 1942 week de vrees voor een invasie in Australië.
Hoewel Curtin altijd tegen de militaire dienstplicht was geweest, nam het Australische parlement in 1942 een wet aan, die toestond dat dienstplichtige militairen ook in gebieden buiten Australië konden worden ingezet. De maatregel leverde hem veel verzet uit eigen partij op, vooral vanuit het linkse kamp onder leiding van Arthur Caldwell. Het kostte de premier veel moeite om deze rel te sussen. Tijdens de oorlog voerde de Labor-regering veel sociale wetgeving door. Zo kwam er een speciaal pensioenfonds voor in de steek gelaten vrouwen en kregen de Aboriginals recht op veel meer uitkeringen. Verder werden de pensioenen uitgebreid. Bij de parlementsverkiezingen van 1943 behaalde Labor haar grootste verkiezingsoverwinning ooit, met 58.2 % van de stemmen en daarmee twee derde van de zetels in het Huis van Afgevaardigden.
De reizen naar Washington D.C. en Londen die Curtin moest maken, hadden hem aan het einde van de oorlog uitgeput. Begin 1945 kreeg hij hartproblemen. Hij raakte steeds meer vermoeid en overleed op 5 juli 1945 in zijn dienstwoning The Lodge in de hoofdstad Canberra. Hij werd opgevolgd door Frank Forde en vlak daarna Ben Chifley.
- Australian Dictionary of Biography: curtin-john-9885
- Bibliothèque nationale de France: cb16192685c (data)
- Gemeinsame Normdatei: 118940910
- International Standard Name Identifier: 0000 0000 9179 6032
- Library of Congress Control Number: n50018559
- Nationale bibliotheek van Australië: 36152430
- Nationale Bibliotheek van Israël: 987007332640905171
- Nederlandse Thesaurus van Auteursnamen: 316684961
- SNAC: w67s80cw
- Trove: 616124
- Virtual International Authority File: 64806874
- WorldCat: E39PBJmTq6RdJqG6GDwqh8hfv3